# Szczebzawod (przystanek kolejowy na Ukrainie)
Szczebzawod (ukr. Щебзавод) – przystanek kolejowy w miejscowości Hranitne, w rejonie korosteńskim, w obwodzie żytomierskim, na Ukrainie. Położony jest na linii Kijów – Korosteń – Kowel.